# Gutmaro Gómez Bravo
Gutmaro Gómez Bravo (1975) es un historiador y profesor universitario español.

## Biografía
Nacido en 1975, se doctoró por la Universidad Complutense de Madrid (UCM) con la lectura de Crimen y castigo: cárceles, delito y violencia en la España del siglo XIX, una tesis defendida en enero de 2004.
Gómez Bravo, que ha dedicado buena parte de su producción académica al sistema penitenciario español de la época contemporánea, se ha desempeñado como Catedrático de Historia del departamento de Historia Moderna y Contemporánea de la UCM y es catedrático de Historia Contemporánea en dicha universidad. Su línea de investigación gira en torno a la historia social de la violencia en la España contemporánea. Ha profundizado, además, en cuestiones relacionadas con las políticas de la memoria así como la violencia política y el control social, con atención preferente a los periodos de la Guerra Civil, el franquismo y la Transición a la democracia en España.
Gómez Bravo fue el coordinador del Grupo de investigación de la universidad complutense que contabilizó en 4435 el número de españoles fallecidos en el campo de concentración de Mauthausen durante la Segunda Guerra Mundial.

## Obras
Autor
- — (2005). Crimen y castigo. Cárceles, justicia y violencia en la España del siglo XIX. Madrid: Libros de la Catarata.[8]
- — (2007). La redención de penas: la formación del sistema penitenciario franquista, 1936-1950. Madrid: Los Libros de la Catarata.[9]
- — (2009). El exilio interior. Cárcel y represión en la España franquista, 1939-1950. Madrid: Taurus.[10]
- — (2014). Puig Antich. La transición inacabada. Madrid: Taurus.[11]
- — (2017). Geografía humana de la represión franquista. Del Golpe a la Guerra de ocupación (1936-1941). Madrid: Cátedra.[12]

Coautor
- Otero Carvajal, Luis Enrique; Carmona Pascual, Pablo; Gómez Bravo, Gutmaro (2003). La ciudad oculta, Alcalá de Henares 1753-1868: el nacimiento de la ciudad burguesa. Alcalá de Henares: Fundación Colegio del Rey.[13]
- Gómez Bravo, Gutmaro; Marco, Jorge (2011). La obra del miedo. Barcelona: Península.[14]
- Gómez Bravo, Gutmaro; Martínez López, Diego (2022). Esclavos del Tercer Reich: Los españoles en el campo de Mauthausen. Madrid: Ediciones Cátedra.
- Gómez Bravo, Gutmaro; Martínez López, Diego (2024). Deportados y olvidados: Los españoles en los campos de concentración nazis. Madrid: La Esfera de los Libros.

Coordinador
- Gómez Bravo, Gutmaro (coord.) (2009). Conflicto y consenso en la transición española. Madrid: Fundación Pablo Iglesias.[15]
- Gómez Bravo, Gutmaro (coord.) (2018). Asedio: historia de Madrid en la guerra civil (1936-1939). Madrid: Ediciones Complutense.[16]
- Con Babiano, J, Míguez, A y Tébar, J., Verdugos impunes. El franquismo y la violación sistémica de los derechos humanos. Pasado y Presente, 2018
- Con Martín Nájera, A (coords.), A vida o muerte: la persecución de los republicanos españoles España-Europa, México, Fondo de Cultura Económica, 2018.